# Stephen Murray-Smith
Stephen Murray-Smith AM (* 9. September 1922 in Melbourne; † 1988) war ein australischer Herausgeber und Autor.
Murray-Smith besuchte bis 1940 die Geelong Grammar School. Er war während des Zweiten Weltkriegs in Neuguinea eingesetzt und studierte danach Geschichte bei Manning Clark an der University of Melbourne. Von 1948 bis 1951 lebte er in London und Prag. Dreizehn Jahre lang war er Mitglied der Kommunistischen Partei, aus der er nach der Niederschlagung des Ungarischen Volksaufstandes 1956 austrat.
Als Mitglied der Kommunistischen Partei war er Sekretär des Australian Peace Council, prominentes Mitglied der Melbourne Realist Writers Group und von 1952 bis 1954 Herausgeber der Zeitschrift Realist Writer. 1954 gründete er das Literaturmagazin Overland, das er bis zu seinem Tode herausgab. Daneben gab er Vorlesungen an der University of Melbourne und gab bis 1982 die Melbourne Studies in Education heraus. Von 1981 bis 1983 war er Präsident des National Book Council.
Zudem gab Murray-Smith zahlreiche Bücher heraus, darunter zwei Sammlungen von Kurzgeschichten: The Tracks We Travel (1953) und (mit Judah Waten) Classic Australian Short Stories (1974); die Sammlung An Overland Muster (1965), Marcus Clarkes For the Term of His Natural Life (1970), eine Sammlung von Ian Turners Werken: Room for Manoeuvre (1982, mit Leonie Sandercock) und die Reisetagebücher des Missionars Marcus Brownrigg: Mission to the Islands (1979). Mit Edgar Waters stellte er die  Rebel Songs (1947) zusammen und mit John Thompson die Bass Strait Bibliography (1981).
Zu seinen eigenen Werken zählen seine Studie über Henry Lawson (1962, 1975), eine Autobiographie unter dem Titel Indirections (1981) und ein Bericht über eine Reise in die Antarktis – Sitting on Penguins (1988). Auf dem Gebiet der Sprachwissenschaft veröffentlichte er ein Dictionary of Australian Quotations (1984) und einen Sprachführer für australisches Englisch: Right Words (1987). Unter dem Pseudonym Simon Ffuckes stellte er mit Ken Gott die Songsammlung Snatches & Lays (1973) mit Gedichten u. a. von A. D. Hope, James McAuley und Robert Brissenden zusammen.
Für seine Verdienste um Bildung und Literatur wurde er 1981 zum Member des Order of Australia ernannt.
Murray-Smith' Tochter ist die Schriftstellerin Joanna Murray-Smith.